# プルリス川

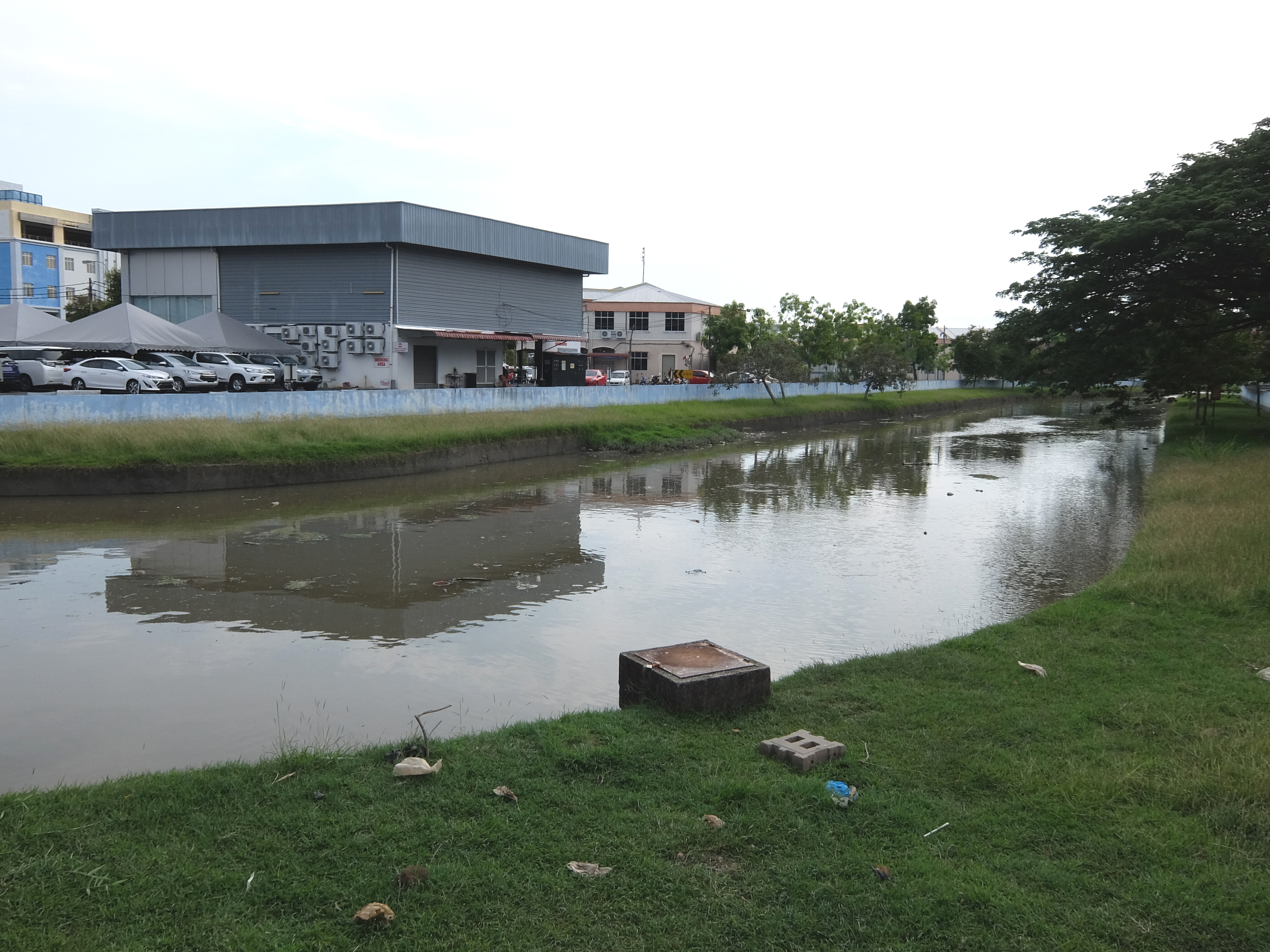
プルリス川

プルリス川（マレー語、Sungai Perlis）は、マレーシアの河川。マレー半島中部の西海岸からインド洋に直接流れ込む。

## 地理
長さは11.8 kmであり

、流域にはプルリス州の州都カンガーが形成されている。河口は北緯6度24分8秒、東経100度7分52秒にあり

、河口部には港町のクアラ・プルリスが形成されている

。

## プルリス州内での扱い
プルリス川は、州都のカンガー、港町のクアラ・プルリスなどが流路にある河川であり、2015年現在、リアルタイムで水位の観測が行われている河川の1つとなっている

。
また、2015年にプルリス州政府は、プルリス川沿いの約11 kmの区間を再開発して美化を行う計画を発表した

。